# Edgar de Normanville
El capità Edgar Joseph de Normanville RE (1882–1968) va ser un enginyer britànic que es va convertir en un inventor d' èxit i un periodista tècnic.

## Biografia

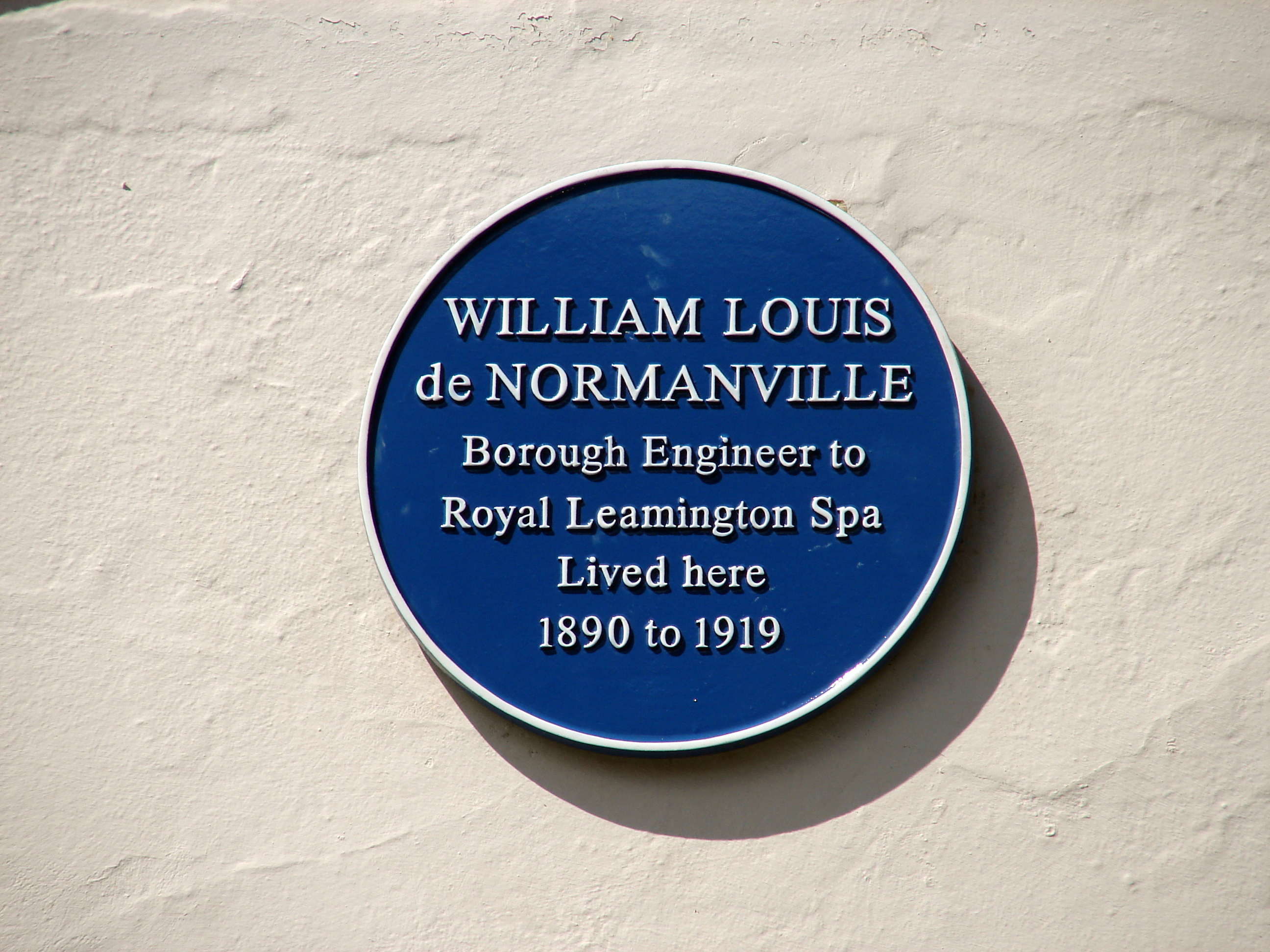

Nascut el 13 d'octubre de 1882 a Leamington Spa, fill gran de William de Normanville (1843–1928), enginyer civil, i de la seva dona, nascuda Elizabeth Simonds es va educar a l' Ampleforth College i va completar un aprenentatge d'enginyeria.

### Neteja la pantalla de visualització

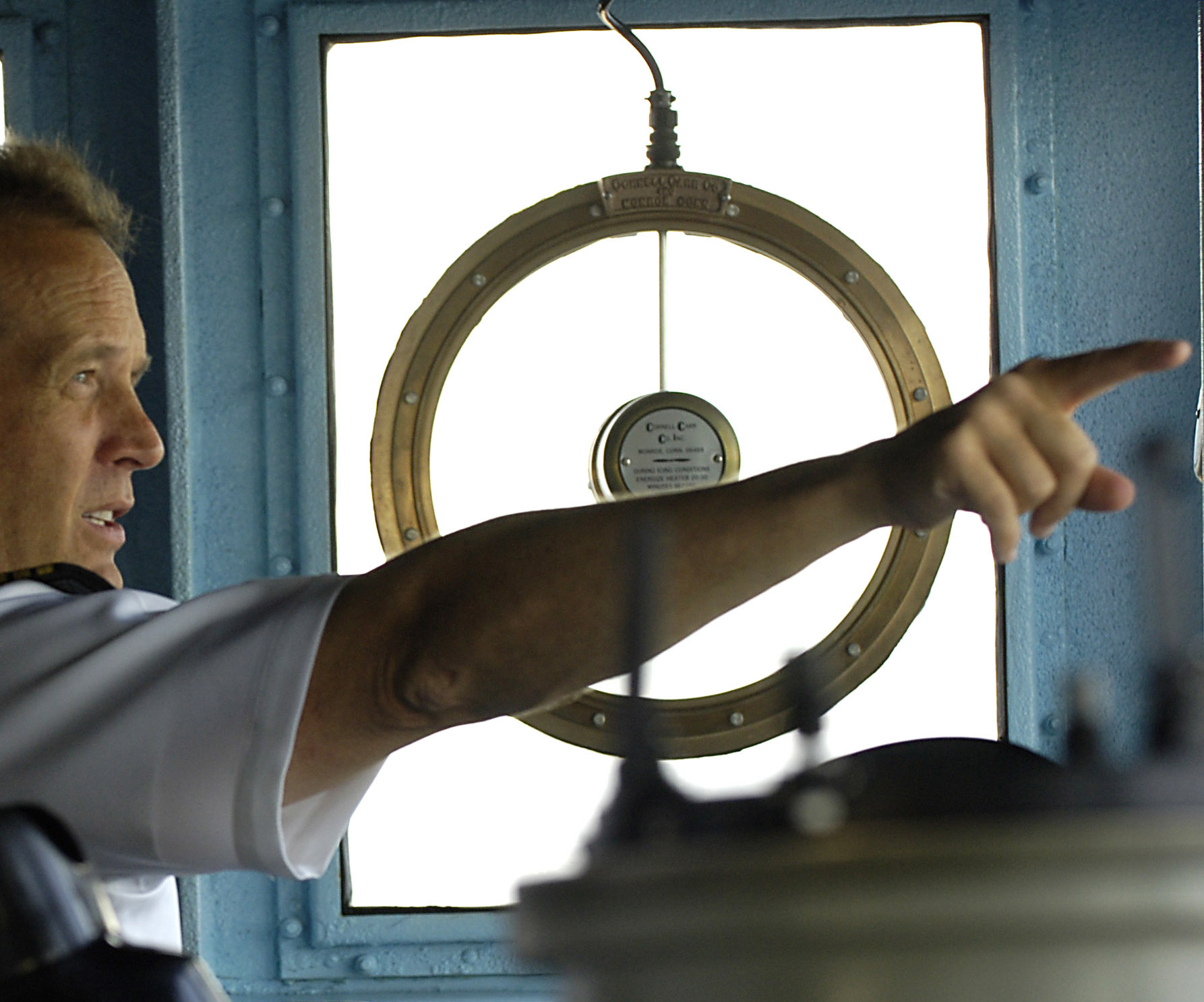
La pantalla de visualització clara del vaixell de míssils guiats USS (CG 67) gira a 1.500 rpm

Quan era un escolar va desenvolupar la idea d'un disc giratori per netejar les gotes d'aigua d'un parabrisa, la pantalla de visió clara es va convertir en un disseny popular als vaixells.

### Periodista
Fascinat pel desenvolupament dels vehicles de motor es va incorporar l'any 1908 a la redacció del setmanari d'automobilisme The Motor. Després del servei amb els Royal Engineers a la Primera Guerra Mundial, esdevingué corresponsal d'automobilisme de The Daily Express i més tard de The Chronicle.
 

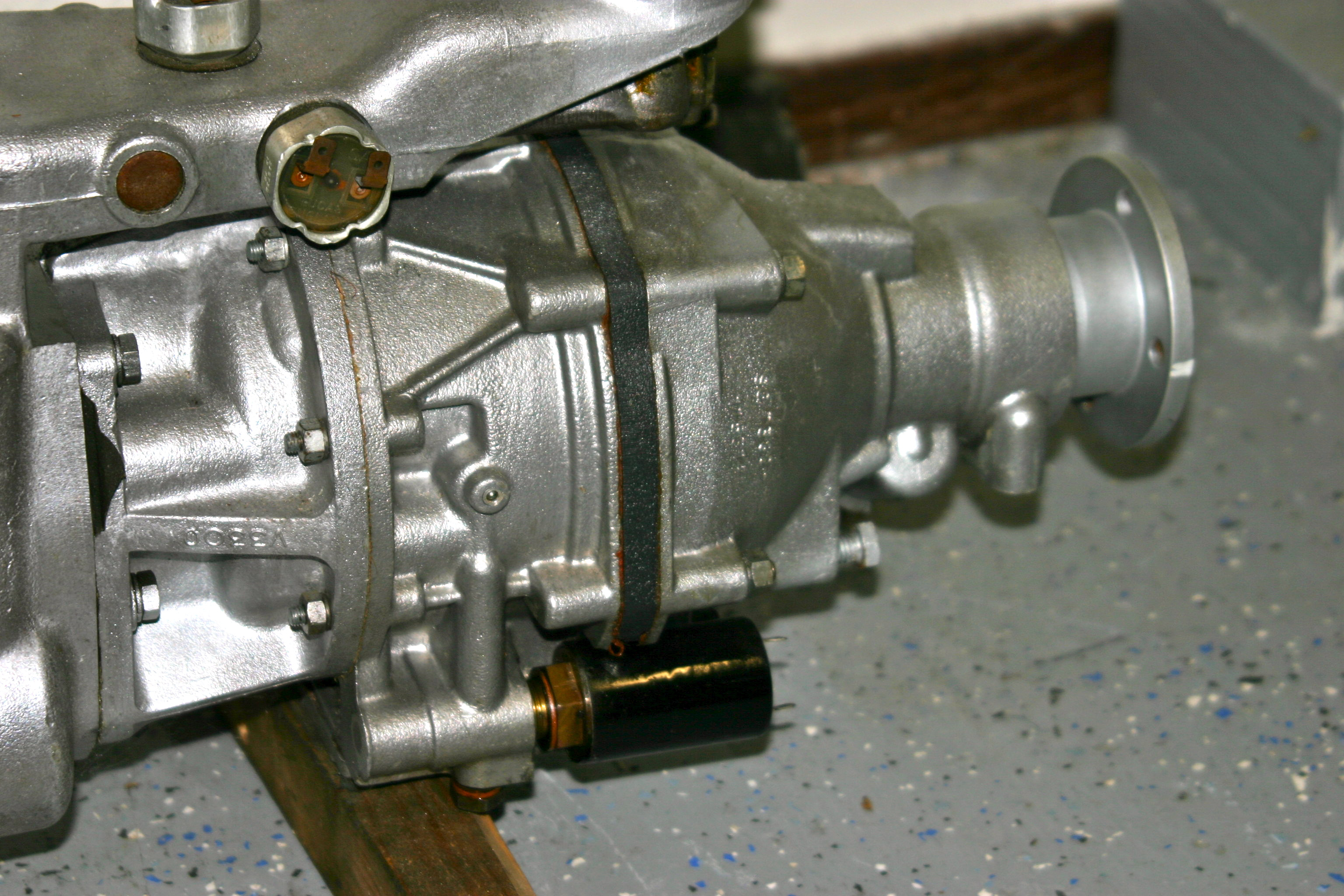
Unitat d'overdrive Laycock de Normanville

Va dissenyar una caixa de canvis epicíclica de quatre velocitats produïda per Humber durant la dècada de 1930, però és més conegut pel seu overdrive epicíclic fabricat a partir de la dècada de 1940 per Laycock Engineering de Sheffield. El seu disseny va permetre passar instantàniament de l'overdrive a la conducció directa i tornar de nou sense interrupció en la unitat.

### Mort
Va morir el 17 de gener de 1968, la seva vídua el 1978.